# Bridge of the Gods
De Bridge of the Gods (Engels voor 'brug van de goden') is een stalen cantileverbrug met vakwerk in de Verenigde Staten. De brug ligt over de rivier de Columbia en verbindt Cascade Locks in Oregon met Stevenson in de staat Washington. De brug ligt ongeveer 64 kilometer ten oosten van de stad Portland en zes kilometer stroomopwaarts van de Bonnevilledam. De brug is in beheer van Port of Cascade Locks en gebruikers van de brug betalen tol.

## Geschiedenis
In 1920 werd toestemming verleend voor de bouw van een brug aan de Interstate Construction Corporation over de Columbia. De eerste jaren gebeurde er niet veel en in 1925 was slechts een pijler klaar. De Wauna Toll Bridge Company nam het project over en in oktober 1926 was de brug klaar. De bouwkosten bedroegen 602.077 dollar. De brug was 343 meter lang, had een houten dek en lag ruim 27 meter boven het water.
In 1938 werd de bouw van de Bonnevilledam afgerond. Het water achter de dam werd opgestuwd, waardoor een verhoging van de Bridge of the Gods noodzakelijk werd om het scheepvaartverkeer op de Columbia rivier niet te hinderen. De onderzijde van de brug, en daarmee de doorvaarthoogte, werd 13 meter verhoogd. Deze verhoging leidde ook tot een verlenging van de brug naar 565 meter. In 1940 waren de werkzaamheden klaar. De aanpassing kostte 762.276 dollar.
In 1953 werd de brug overgenomen door de Columbia River Bridge Company. In 1961 kocht de Port of Cascade Locks Commission de brug en betaalde 950.000 dollar. Tijdens groot onderhoud werd het houten brugdek vervangen door een stalen versie. De tolopbrengsten worden uitsluitend gebruikt voor het onderhoud van de brug.

## Etymologie

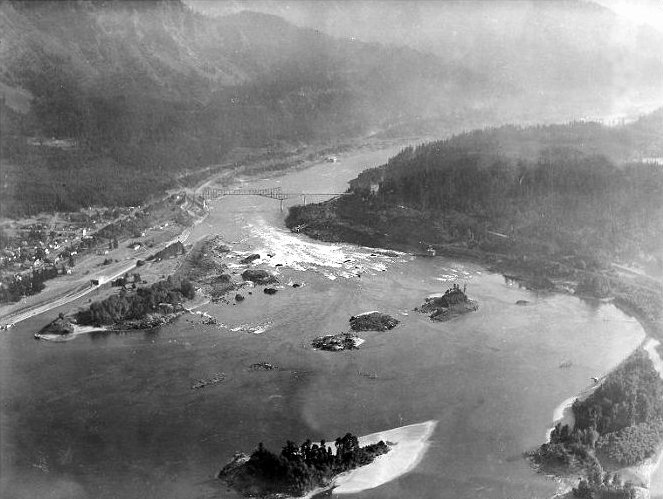
Zicht naar het westen, achtereenvolgens zijn zichtbaar de stroomversnellingen, met links de Cascade Locks and Canal, de versmalling en de brug

De naam van de brug vindt zijn oorsprong in Indiaanse overleveringen. Volgens hun verhalen hadden de goden een brug gemaakt waardoor zij, zonder nat te worden, de overzijde van de rivier konden bereiken. Dit verhaal werd later bevestigd door geologisch onderzoek. Zo’n 500 tot 1.000 jaar geleden was er een grote aardverschuiving. Een groot deel van Table Mountain, aan de noordoever van de rivier in Washington, verdween in de rivier en blokkeerde de stroom. Het water van de Columbia rivier kon niet meer naar zee en achter de dam ontstond een groot meer. Na verloop van tijd overstroomde de natuurlijke dam, de Columbia rivier hervond de weg naar zee en het meer stroomde leeg. Op deze locatie is het dal uitgeslepen door de Columbia rivier nog duidelijk smaller, de rivier minder diep en zijn er stroomversnellingen. Deze laatste noodzaakten de aanleg van een sluis, die de plaats haar naam hebben gegeven. Door de bouw van de Bonnevilledam zijn de stroomversnellingen stroomafwaarts van de Bridge of the Gods onder water verdwenen.